# Euplexia niveifera
Euplexia niveifera là một loài bướm đêm trong họ Noctuidae.